# Tanimbarlederkop
De tanimbarlederkop (Philemon plumigenis) is een zangvogel uit de familie Meliphagidae (honingeters). Deze soort behoort tot een groep van nauw verwante soorten lederkoppen op eilanden in het oosten van de Indische Archipel zoals de manuslederkop (P. albitorques), morotailederkop (P. fuscicapillus), ceramlederkop (P. subcorniculatus), burulederkop (P. moluccensis), Timorese helmlederkop (P. buceroides), bismarcklederkop (P. cockerelli)  en Eichhorns lederkop (P. eichhorni).

## Verspreiding en leefgebied
De soort komt voor op de Kei- en Tanimbar-eilanden.

## Status
De grootte van de populatie is niet gekwantificeerd. Op de Rode lijst van de IUCN heeft deze soort de status niet bedreigd.